# Dacus etiennellus
Dacus etiennellus är en tvåvingeart som beskrevs av Munro 1984. Dacus etiennellus ingår i släktet Dacus och familjen borrflugor. Inga underarter finns listade i Catalogue of Life.